# Liste der Kinos in Berlin-Hansaviertel
Die Liste der Kinos in Berlin-Hansaviertel beschreibt das Kino, das im heutigen Berliner Ortsteil Hansaviertel existiert hat. Die Liste wurde nach Angaben aus den Recherchen im Kino-Wiki aufgebaut und mit Zusammenhängen der Berliner Kinogeschichte aus weiteren historischen und aktuellen Bezügen verknüpft. Sie spiegelt den Stand der in Berlin jemals vorhanden gewesenen Filmvorführeinrichtungen als auch die Situation im Januar 2020 wider. Danach gibt es in Berlin 92 Spielstätten, was Platz eins in Deutschland bedeutet, gefolgt von München (38), Hamburg (28), Dresden (18) sowie Köln und Stuttgart (je 17). 
Gleichzeitig ist diese Zusammenstellung ein Teil der Listen aller Berliner Kinos und der Ortsteillisten.
| Name/Lage       | Adresse            | Bestand   | Beschreibung | Bild |
| --------------- | ------------------ | --------- | --- | --- |
| Bellevue (Lage) | Altonaer Straße 22 | 1957–1974 | Das Gebäude wurde 1957 nach Plänen von Ernst Zinsser und Hansrudi Plarre im Rahmen der Internationalen Bauausstellung „Interbau“ errichtet; es beherbergte das Kino „Bellevue“ bis 1974. Bekannt waren die Nachtvorstellungen am Sonnabend „Jazz und Slapsticks“, bei der zu Slapstickfilmen aus der Stummfilmzeit eine Jazz-Band spielte. Nach Verhandlungen des Senators für Wissenschaft und Kunst und des Bezirksamtes Tiergarten zog 1974 das Kindertheater Grips in die Räume des geschlossenen Kinos am Hansaplatz im Zentrum des südlichen Hansaviertels. Dort besteht es bis heute. Das Gebäude steht unter Denkmalschutz. | Berlin-Hansaviertel Hansaplatz Grips-Theater · Berlin-Hansaviertel Hansaplatz Eingang zum Grips-Theater |